# Energy & Fuels
Energy & Fuels ist eine monatlich erscheinende begutachtete wissenschaftliche Fachzeitschrift, die seit 1987 von der American Chemical Society herausgegeben wird. Chefredakteur ist Michael T. Klein.
Die Zeitschrift richtet sich primär an Wissenschaftler, Ingenieure und Energieexperten. Sie publiziert technische Forschungsarbeiten an der Schnittstelle zwischen Chemie und Chemieingenieurwesen sowie der Forschung an fossilen und erneuerbaren Energien und Treibstoffen. Arbeiten zur Kernenergie oder zu Kernbrennstoffen zählen genauso wie rein ökonomische Studien zu Treibstoffen nicht zum Publikationsspektrum.
Der Impact Factor lag im Jahr 2020 bei 3.605, der fünfjährige Impact Factor bei 3,940. Damit lag das Journal beim Impact Factor auf Rang 67 von insgesamt 114 im Bereich „Energie und Treibstoffe“ gelisteten wissenschaftlichen Zeitschriften und auf Rang 57 von 143 Zeitschriften im Bereich „Chemieingenieurwesen“.